# Distrikt Independencia (Pisco)
Der Distrikt Independencia liegt in der Provinz Pisco in der Region Ica im Südwesten von Peru. Der am 29. Oktober 1942 gegründete Distrikt hat eine Fläche von 272,34 km². Beim Zensus 2017 lebten 12.987 Einwohner im Distrikt. Im Jahr 1993 lag die Einwohnerzahl bei 8634, im Jahr 2007 bei 12.390. Die Distriktverwaltung befindet sich in der 203 m hoch gelegenen Stadt Independencia mit 4183 Einwohnern (Stand 2017). Independencia liegt 18 km östlich der Provinzhauptstadt Pisco.

## Geographische Lage
Der Distrikt Independencia befindet sich im zentralen Norden der Provinz Pisco. Der Flusslauf des Río Pisco bildet die südliche Distriktgrenze. Der Distrikt erstreckt sich über die aride Küstenebene und reicht im Osten bis zu den Ausläufern der peruanischen Westkordillere.
Der Distrikt Independencia grenzt im Westen an den Distrikt San Clemente, im Norden an den Distrikt El Carmen (Provinz Chincha) sowie im Osten und Süden an den Distrikt Humay.